# Пондсвілл (Меріленд)
Пондсвілл (англ. Pondsville) — переписна місцевість (CDP) в США, в окрузі Вашингтон штату Меріленд. Населення — 139 осіб (2020).

## Географія
Пондсвілл розташований за координатами 39°37′24″ пн. ш. 77°35′30″ зх. д. / 39.62333° пн. ш. 77.59167° зх. д. (39.623410, -77.591619).  За даними Бюро перепису населення США в 2010 році переписна місцевість мала площу 0,80 км², уся площа — суходіл.

## Демографія
Згідно з переписом 2010 року, у переписній місцевості мешкало 158 осіб у 54 домогосподарствах у складі 36 родин. Густота населення становила 198 осіб/км².  Було 60 помешкань (75/км²).
Расовий склад населення:
| - 94,9 % — білих - 1,3 % — чорних або афроамериканців - 1,9 % — осіб інших рас |

До двох чи більше рас належало 1,9 %. Частка іспаномовних становила 1,9 % від усіх жителів.
За віковим діапазоном населення розподілялося таким чином: 28,5 % — особи молодші 18 років, 58,8 % — особи у віці 18—64 років, 12,7 % — особи у віці 65 років та старші. Медіана віку мешканця становила 39,5 року. На 100 осіб жіночої статі у переписній місцевості припадало 85,9 чоловіків;  на 100 жінок у віці від 18 років та старших — 82,3 чоловіків також старших 18 років.
Цивільне працевлаштоване населення становило 55 осіб. Основні галузі зайнятості: будівництво — 61,8 %, виробництво — 20,0 %, освіта, охорона здоров'я та соціальна допомога — 18,2 %.